# Тренк — Два сердца против короны
«Тренк — Два сердца против короны» (нем. Trenck — Zwei Herzen gegen die Krone) — немецкий художественный телефильм в двух частях, снятый режиссёром Гернотом Роллом в 2002 году. Фильм рассказывает приключенческую историю, основанную на биографии аристократа XVIII в. Фридриха фон дер Тренка и его романе с сестрой Фридриха Великого Амалией. Фильм вольно трактует биографию Амалии и Тренка..

## Сюжет
Фридрих фон дер Тренк учится в Кёнигсберге. Несмотря на успеваемость, он пользуется сомнительной репутацией в администрации университета из-за любовных связей и участия в незаконных дуэлях. Прусский король Фридрих II, при посещении университета, попросил Тренка присоединиться к Garde du Corps. Тренк соглашается. Вскоре он знакомится с Амалией, одной из сестер короля. Между ними возникает любовная связь, которая должна оставаться в тайне.
Благодаря расположению короля Тренк переводится из кадета в корнеты. Командир Тренка Ящинский видел в Тренке соперника, так как сам положил глаз на Амалию. До короля доходят сведения о романе между Амалией и Тренком. Король решает выдать её замуж за шведского принца. Амалия портит планы, специально наряжаясь, чтобы выглядеть дурно и болезненно на официальном приеме. Шведский посол, делающий выбор между незамужними сестрами короля, отдает предпочтение ее очаровательной сестре Луизе Ульрике.
Фридрих II ведёт свои войска против Австрии. Тренк отличается мастерством и храбростью. Он получает орден Pour le Mérite и звание лейтенанта. Эти милости короля наводят Тренка на мысль о прошении у него разрешения жениться на Амалии. При этом он понимает, что это будет стоить ему жизни.
Король требует от Тренка прервать любовные отношения с Амалией. Тренк пишет письмо своему австрийскому двоюродному брату Францу фон дер Тренку с просьбой о финансовой помощи, поскольку вынужден покинуть страну, чтобы быть с Амалией. Однако это письмо попадает в руки короля. Король считает Тренка предателем.
Тренка вызывают к королю, в Шарлоттенбург. Тренк едет в Шарлоттенбург с надеждой что король даст согласие на брак с Амалией. Но по прибытии его заключают в темницу крепости Глац, комендантом которой назначен его старый противник Ящинский. Амалия винит себя в случившимся. Она связывается с верным слугой Тренка Николаем, чтобы договориться о встрече.
В Глаце Тренк подружился с вахтенным офицером Шеллом. Пользуясь отсутствием Ящинского, Шелл включает Тренка в рабочую группу, которая развернута за стенами крепости на лесистом берегу реки для валки деревьев. Николай организует встречу с Амалией на соседней лесной поляне. Амалия заставляет Тренка пообещать терпеливо держаться и не пытаться сбежать, так как ее брат, наконец, увидит свою неправоту. Ящинский вернулся из поездки раньше, чем ожидалось. Когда он заметил отсутствие Тренка, он арестовал Шелла. Встревоженный шумом, Тренк спешит обратно к берегу реки, где встречает Ящинского. Он соглашается вернуться в свою камеру без сопротивления, Однако Ящинский жаждет его убить. Далее следует неравный бой, в котором Тренк, вооруженный только веткой, пытается отбиться от палаша Ящинского. Тем временем, сбежавший из под ареста Шелл, приходит на помощь Тренку. Им удается на миг нейтрализовать Ящинского, чтобы сбежать в плавь по реке. Они направляются в Вену, где обращаются за помощью к двоюродному брату Тренка. Однако их из-за потрепанного вида не пускают внутрь. Вместо этого их вызывают к фельдмаршалу Ларишу, который убеждает Тренка стать офицером австрийской армии и поделиться своими знаниями о тактике прусской войны. Хотя Тренку это не нравится, но в его положении он не видит возможности отказаться.
Амалия потрясена, узнав, что Тренк сбежал, но вскоре после того, как пообещал этого не делать, подал заявку на назначение в австрийские офицеры. Однако, в отличие от своего брата, она не хочет делать поспешных выводов. Она пишет письмо Тренку с просьбой объяснить свое поведение. Однако приспешник Ящинского фон Рохов перехватывает фрейлина Амалии, Мари, которая должна передать письмо Николаю. Ящинский уничтожил письмо и заставил Мари подделать еще одно письмо, в котором Амалия разрывает отношения с Тренком. Когда Тренк получает письмо, он ставит под сомнение содержание письма. В результате Амалия тщетно ждет его ответа. Она глубоко обижена и встревожена.
Фридрих II, окончательно убежденный в неверности и дурном характере Тренка, торопится выдать замуж Амалию. Его выбор падает на Ящинского. Амалия соглашается на короткую встречу, но тут же уничтожает цветы Ящинского.
Когда король объявил о помолвке во время бала, Амалия выбежала из зала, оскорбив этим самым и Ящинского, и брата. Она заявляет брату, что скорее покончит с собой, чем выйдет замуж за Ящинского. После этого король решает отправить ее в кведлинбургский монастырь в качестве настоятельницы. Николай снова пытается выступить посредником самостоятельно и идет к Амалии. Он объясняет, как Тренк сбежал, и Мари признается, что подделала письмо. Амалия пишет новое письмо, которое Николай доставляет Тренку. Тренк сразу бросает все, чтобы встретиться с Амалией. Влюбленные встречаются в загородном доме на границе между Пруссией и Австрией. Амалия убеждает Тренка ради любви сдаться и подчинится милости своего брата.
Ящинский и его люди, выследившие Амалию, тайно окружили здание. Как только Амалия уходит, они загоняют Тренка и Николая в угол. Тренк хочет сдаться, но Ящинский убивает Николая и силой утаскивает Тренка.
Тренк заключен в тюрьму в Магдебургской крепости, где с ним плохо обращаются и заставляют спать в цепях на собственном надгробии. Состояние Тренка заметно ухудшается. Когда Амалия посещает крепость с другими монахинями, ей удается увидеть Тренка. Она находит его апатичным и безразличным. Она боялась что он ее не узнает. Она подбадривает его и вселяет в его сердце надежду. Тренк мобилизует оставшиеся силы для побега. В конечном итоге ему удается сбежать в форме охранника. Он направляется в кведлинбургский монастырь. Там, в присутствии Амалии в монастырской церкви, происходит последняя схватка между ним и Ящинским. Тренк терпит поражение. Однако когда Ящинский пытается нанести своему сопернику смертельный удар, Амалия убивает его каменной фигурой.
Затем Амалия и Тренк бегут верхом, но вскоре их задерживают и доставляют к королю, который находится в соседнем лагере. Тренк должен быть расстрелян. Амалия снова пытается уговорить брата. Наконец король вспоминает о своей прежней привязанности к ним обоим и позволяет паре вместе покинуть страну. Амалия и Тренк едут к своей новой жизни через цветущие поля.

## Отличия от реальности
Факт того что Тренк и Амалия были знакомы не вызывает сомнения у историков, но были ли они любовниками достоверно не известно. Николаи не был слугой Тренка, он был одним из офицеров в военной части из которой пытался сбежать Тренк. В реальности Тренк совершил много попыток побега и в основном это были подкопы. Амалия не убивала ни кого статуей, и никогда не приходила к нему на свидание в темницу. Фридрих Великий не разрешал Амалии и Тренку уехать вместе, в реальности они так и не смогли полностью воссоединится, хотя и встретились уже после освобождения Тренка.

## В ролях
- Бен Беккер — Фридрих фон дер Тренк
- Александра Мария Лара — принцесса Амалия
- Август Цирнер — прусский король Фридрих II
- Ханнес Йенике — граф Ящинский
- Рюдигер Клинк — Николай Венцель, слуга Тренка
- Генриетта Рихтер-Роль — фрейлина Мари
- Марко Гирнт — фон Рохов
- Рольф Хоппе — придворный музыкант Кирнберг
- Хеннинг Баум — лейтенант Шелл
- Торбен Либрехт — Генрих фон Китцов
- Аглая Шишковиц — Мария Терезия
- Питер Фитц — генерал-адъютант фон Борк
- Хорст Краузе — мэр деревни
- Маттиас Хабих — генерал
- Юрген Шорнагель — декан Университета
- Бернд Штегеманн — муж любовницы Тренка
- Елена Улиг — принцесса Луиза Ульрика
- Луиза Дешауэр — монахиня
- Том Микула — вахтенный офицер

 В эпизодах 
Кристин Нойбауэр, Вольфганг Хюбш, Майкл Граве, Вольфганг Зайденбург, Дитрих Холлиндербаумер, Ингрид Зальцер, Соня Пфайл, Майкл Джагер, Райдар Мюллер-Эльмау, Олаф Хейс, Майк Зоммерфельдт, Сильвио Хильдебрандт.

## Съёмочная группа
Режиссёр: Гернот Ролл.
Сценарист: Вальтер Кергер.
Продюсеры: Стефан Бехтл , Ян Кадлец, Хьюго Либ, Биргит Локош.
Композитор: Ганс-Петер Штреер.
Оператор: Гернот Ролл.
Монтажёр: Норберт Херцнер.
Дизайнер костюмов: Ульрике Фесслер.
Художники: Питер Дюрст, Ян Кадлец мл., Утц Нойман.
Звукорежиссёры: Даниэль Дитенберг, Иржи Криз, Александр Холл, Зденек Сухи, Эберхард Векерле.

## Дистрибьюторы
- Magyar Televízió (2005, Венгрия, TV)
- EuroVideo (все медиа)